# Paurophora borgmeieri
Paurophora borgmeieri är en tvåvingeart som beskrevs av Filippo Silvestri 1947. Paurophora borgmeieri ingår i släktet Paurophora och familjen puckelflugor. Inga underarter finns listade i Catalogue of Life.